# Emilia Fahlin
Emilia Fahlin (Örebro, 24 de octubre de 1988) es una ciclista profesional sueca. Debutó como profesional en 2007. Tras ganar, desde 2008, tres Campeonatos de Suecia en Ruta y dos Campeonatos de Suecia Contrarreloj logró plaza para participar en los Juegos Olímpicos de Londres 2012 tanto en la prueba contrarreloj donde acabó 17.ª como en la prueba en ruta donde fue 19.ª.
Todas sus victorias profesionales las ha obtenido en Suecia excepto las cuatro etapas que consiguió en el Tour Cycliste Féminin International de l'Ardèche 2011 (ganó cuatro de las siete etapas), fuera de su país también destacó en el Campeonato Europeo Contrarreloj sub-23 2009 y 2010 finalizando en 2.ª posición en ambas.

## Palmarés
2008
- Campeonato de Suecia en Ruta

2009
- Campeonato de Suecia en Ruta
- 2.ª en el Campeonato Europeo Contrarreloj sub-23

2010
- Campeonato de Suecia en Ruta
- Campeonato de Suecia Contrarreloj
- 2.ª en el Campeonato Europeo Contrarreloj sub-23

2011
- Campeonato de Suecia Contrarreloj
- 4 etapas del Tour Cycliste Féminin International de l'Ardèche

2012
- 2.ª en el Campeonato de Suecia en Ruta
- 3.ª en el Campeonato de Suecia Contrarreloj

2013
- Campeonato de Suecia en Ruta

2016
- 2.ª en el Campeonato de Suecia Contrarreloj
- Crescent Women World Cup Vargarda

2018
- Gracia-Orlová, más 3 etapas
- 2.ª en el Campeonato de Suecia Contrarreloj
- Campeonato de Suecia en Ruta

2020
- 3.ª en el Campeonato de Suecia Contrarreloj
- 2.ª en el Campeonato de Suecia en Ruta

2022
- 2.ª en el Campeonato de Suecia en Ruta

2023
- 3.ª en el Campeonato de Suecia Contrarreloj
- Campeonato de Suecia en Ruta

2025
- 2.ª en el Campeonato de Suecia en Ruta

## Resultados en Grandes Vueltas y Campeonatos del Mundo
Durante su carrera deportiva ha conseguido los siguientes puestos en las Grandes Vueltas femeninas y en los Campeonatos del Mundo en carretera:
| Carrera              | Carrera              | 2007 | 2008 | 2009 | 2010 | 2011 | 2012 | 2013 | 2014  | 2015 | 2016 | 2017 | 2018 | 2019 | 2020 | 2021 | 2022 | 2023 | 2024  | 2025  |
| -------------------- | -------------------- | ---- | ---- | ---- | ---- | ---- | ---- | ---- | ----- | ---- | ---- | ---- | ---- | ---- | ---- | ---- | ---- | ---- | ----- | ----- |
|                      | Giro de Italia       | —    | —    | —    | Ab.  | 74.ª | —    | 87.ª | 104.ª | 75.ª | —    | —    | 69.ª | —    | Ab.  | —    | 88.ª | —    | —     | —     |
|                      | Tour de l'Aude       | —    | —    | —    | 18.ª | X    | X    | X    | X     | X    | X    | X    | X    | X    | X    | X    | X    | X    | X     | X     |
|                      | Tour de Francia      | —    | —    | —    | X    | X    | X    | X    | X     | X    | X    | X    | X    | X    | X    | X    | ―    | —    | 101.ª | 124.ª |
| Mundial en Ruta      | Mundial en Ruta      | —    | Ab.  | Ab.  | 54.ª | 20.ª | Ab.  | Ab.  | Ab.   | 26.ª | 61.ª | 9.ª  | 4.ª  | 15.ª | —    | —    | —    | 58.ª | —     | —     |
| Mundial Contrarreloj | Mundial Contrarreloj | —    | —    | 27.ª | 9.ª  | 9.ª  | —    | 30.ª | —     | —    | 16.ª | —    | 16.ª | —    | —    | —    | —    | —    | —     | —     |

—: no participa

Ab.: abandono

X: ediciones no celebradas

## Equipos
- T-Mobile/Team High Road/Columbia/HTC/Specialized (2007-2012)
  - T-Mobile Women (2007-2008) (hasta el 3 de julio)
  - Columbia Women (2008)
  - Team Columbia Women (2009)
  - HTC-Columbia Women (2010)
  - HTC Highroad Women (2011)
  - Team Specialized-Lululemon (2012)
- Hitec Products-Mistral Home Cycling Team (2013)
- Wiggle-Honda (2014-2015)
- Alé Cipollini (2016)
- Wiggle High5 (2017-2018)
- FDJ Futuroscope (2019-2023)
  - FDJ Nouvelle Aquitaine Futuroscope (2019-2022)
  - FDJ-SUEZ-Futuroscope (2022)
  - FDJ-SUEZ (2023)
- Arkéa-B&B Hotels (2024-)